# Éboulement de Frank
Vous lisez un « bon article » labellisé en 2020.
L'éboulement de Frank ou l'écroulement de Frank (en anglais : Frank Slide) est un écroulement ayant eu lieu le 29 avril 1903 à Frank, dans les Territoires du Nord-Ouest au Canada. Plus de 100 millions de tonnes de calcaire tombent rapidement du mont Turtle. Selon des témoins, en moins de 100 secondes, l'éboulis atteint l'autre côté de la vallée, détruisant sur son passage la partie est de Frank, le chemin de fer du Canadien Pacifique et la mine de charbon. C'est l'un des plus importants glissements de terrain de l'histoire du Canada, et le plus meurtrier, tuant entre 70 et 90 personnes.
De multiples facteurs conduisent à cet éboulement : la structure géologique du mont Turtle l'a laissé dans un état d'instabilité constant, aggravé par les variations d'humidité et de température. L'exploitation de la mine de charbon a pu affaiblir la structure interne de la montagne, de même que l'hiver très humide et la vague de froid la nuit du désastre.
La voie ferrée est réparée en trois semaines et la mine est rapidement rouverte. La partie de la ville la plus proche de la montagne est déplacée en 1911 par crainte d'un autre glissement de terrain. En 1906, la population de la ville a presque doublé par rapport à celle d'avant le glissement de terrain, mais elle diminue après la fermeture définitive de la mine en 1917. La communauté fait maintenant partie de la municipalité de Crowsnest Pass en Alberta, et compte environ 200 habitants. Le site de la catastrophe, qui n'a pratiquement pas changé depuis le glissement de terrain, est une destination touristique populaire en 2020. Il est désigné comme ressource historique provinciale par la province en 1977 et est administré comme site historique provincial de l'Alberta. Un centre d'interprétation ouvert en 1985 lui est dédié.

## Contexte
La ville de Frank est fondée en 1901 dans le sud-ouest du district d'Alberta, une subdivision des Territoires du Nord-Ouest. L'emplacement est choisi au pied du mont Turtle dans le col du Nid de Corbeau, là où du charbon a été découvert l'année précédente. Elle est nommée d'après Henry Frank, copropriétaire de la Canadian-American Coal and Coke Company avec Samuel Gebo, exploitant la mine à laquelle la ville doit son existence. Les deux hommes célèbrent la fondation de la ville le 10 septembre 1901 au cours d'une cérémonie qui comprend des discours des dirigeants territoriaux, des compétitions sportives, un dîner et des visites de la mine et une présentation des aménagements prévus pour la communauté. Le Canadien Pacifique (CP) fait circuler des trains spéciaux qui amènent plus de 1 400 personnes des communautés voisines pour célébrer l'événement. En avril 1903, alors que la population atteint 600 habitants, la ville dispose d'une école de deux étages et de quatre hôtels,.
Le mont Turtle se trouve immédiatement au sud de Frank. Il est constitué d'une ancienne couche de calcaire repliée sur des matériaux plus tendres comme le schiste argileux et le grès. L'érosion a créé un surplomb abrupt de la couche calcaire. La montagne a longtemps été instable ; les peuples Pieds-Noirs et Kootenays l'appelaient « la montagne qui bouge » et refusaient de camper à proximité. Dans les semaines qui précèdent la catastrophe, les mineurs ressentent des grondements provenant de l'intérieur de la montagne, tandis que la pression créée par le déplacement de la roche provoque la fissuration et l'éclatement des poutres de bois supportant les galeries de mine.

## Glissement de terrain

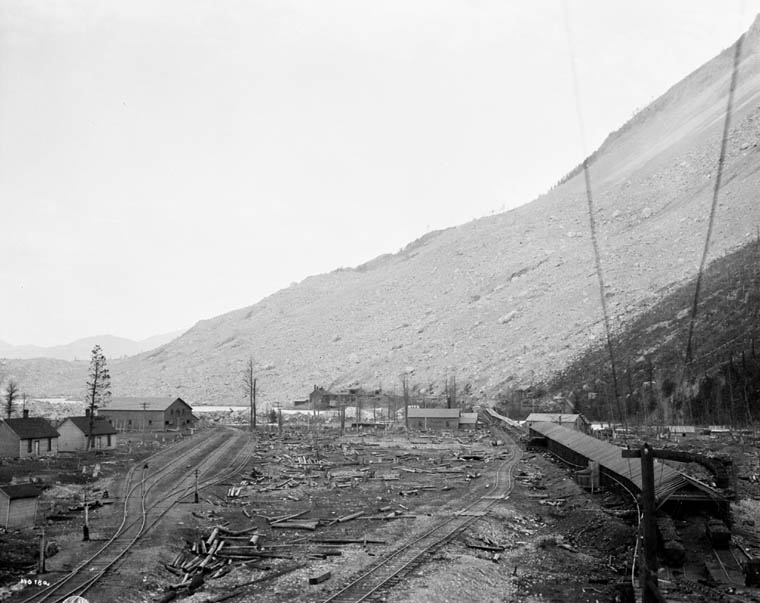
Talus de l'éboulement de Frank en 1903.

Aux petites heures du matin du 29 avril 1903, un train de marchandises sort de la mine et se dirige lentement vers la ville lorsque l'équipage entend un grondement assourdissant derrière lui. Le mécanicien met instinctivement les gaz au maximum et accélère son train jusqu'à ce qu'il traverse le pont de la rivière Crowsnest en toute sécurité. À 4 h 10, une masse de 110 millions de tonnes de calcaire se décrochent depuis le sommet du mont Turtle. La section qui se décroche est large de 1 000 m, haute de 425 m et épaisse de 150 m. Les témoins de la catastrophe affirment qu'il a fallu environ 100 secondes pour que l'éboulement atteigne l'autre côté de la vallée, ce qui indique que la masse de roche a été déplacée à une vitesse d'environ 112 km/h. Le bruit est entendu jusqu'à Cochrane, à 200 km au nord. L'éboulement parcourt quatre kilomètres dans le fond de la vallée, les débris couvrant une surface d'environ 3 km2 et ayant une épaisseur moyenne de 14 m, atteignant 45 m par endroit,. L'éboulement de Frank est demeuré l'éboulement le plus volumineux au Canada jusqu'à celui de Hope en 1965,.

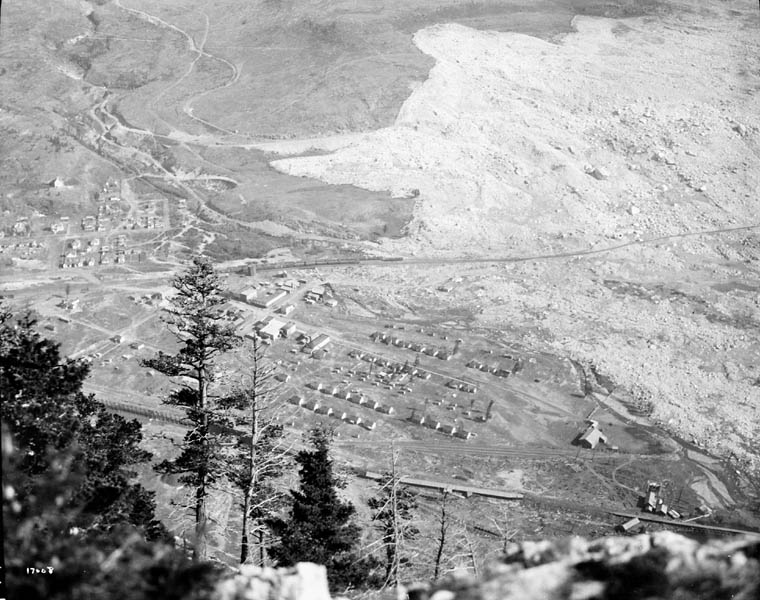
Vue de Frank du sommet nord du mont Turtle, en 1911.

Les premiers rapports sur la catastrophe indiquent que Frank est « presque anéantie » par l'effondrement de la montagne. On pense que l'éboulement a été déclenché par un tremblement de terre, une éruption volcanique ou une explosion dans la mine. La majeure partie de la ville reste cependant intacte, mais le glissement ensevelit des bâtiments dans la périphérie est. Sept maisons sont détruites, ainsi qu'un magasin de chaussures, le cimetière, un tronçon de deux kilomètres de route et de voie ferrée, un embranchement ferroviaire de 1,5 km, une ferme laitière, deux ranchs, une écurie, un campement de travailleurs et tous les bâtiments de la mine,.
Au moment de l'éboulement, une centaine de personnes habitent la zone sinistrée, située entre les voies du CP et la rivière. Le nombre de morts est estimé entre 70 et 90,, ce qui en fait le glissement de terrain le plus meurtrier de l'histoire du Canada. Il est possible que le bilan soit plus lourd, puisque pas moins de 50 personnes, à la recherche de travail, campaient au pied de la montagne. Certains résidents pensent qu'ils ont quitté Frank peu avant le glissement de terrain, bien qu'il n'y ait aucun moyen d'en être certain. La plupart des victimes restent ensevelies sous les gravats, seuls douze corps étant retrouvés les jours suivants l'événement. Les dépouilles de six autres victimes sont exhumées en 1924 par les ouvriers construisant une nouvelle route à travers l'éboulis.

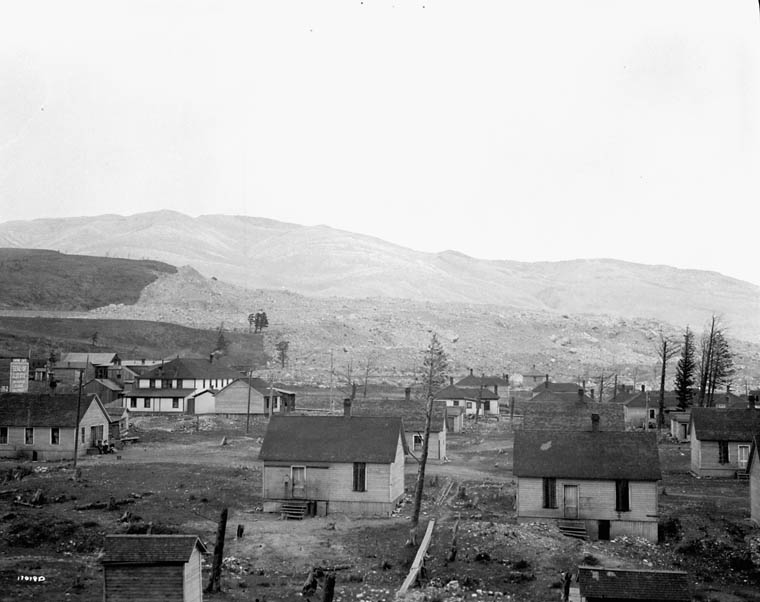
Maisons à Frank en 1903.

Selon les premières informations, entre 50 et 60 hommes se trouvent dans la mine et sont enterrés vivants sans espoir de survie. En réalité, ce sont 20 mineurs de l'équipe de nuit qui travaillent au moment de la catastrophe. Trois d'entre eux se trouvent à l'extérieur de la mine et sont tués par le glissement de terrain. Les 17 restants se trouvent dans le puits de la mine. Ils découvrent que l'entrée est bloquée et que l'eau de la rivière, endiguée par le glissement, ennoie le puits par un tunnel secondaire. Ils tentent sans succès de creuser leur chemin à travers l'entrée bloquée. Un mineur suggère plutôt de creuser l'un des filons de charbon qui atteint la surface. Travaillant par deux ou trois dans un tunnel étroit, ils creusent à travers le charbon pendant des heures alors que l'air autour d'eux devient de plus en plus toxique. Seuls trois hommes ont suffisamment d'énergie pour continuer à creuser jusqu'à ce qu'ils émergent à la surface en fin d'après-midi. La nouvelle ouverture n'est cependant pas assez sécurisée pour permettre de sortir, à cause des chutes de pierres. Toutefois, encouragés par leur succès, les mineurs creusent un nouveau puits, débouchant sous un affleurement rocheux qui les protège des chutes de débris. Treize heures après avoir été ensevelis, les 17 hommes réussissent à sortir de la mine.
Ils découvrent que leurs logements sont dévastés, et qu'il y a des morts au sein des familles. L'un des mineurs retrouve sa famille vivante et en sécurité dans un hôpital de fortune, mais un autre découvre que sa femme et ses quatre enfants sont morts. Lillian Clark, 15 ans, qui travaillait tard cette nuit-là dans la pension de la ville, avait reçu l'autorisation d'y passer la nuit pour la première fois. Elle est le seul membre de sa famille à avoir survécu. Son père travaillait à l'extérieur de la mine lors du glissement de terrain, et sa mère et ses six frères et sœurs ont été ensevelis dans leur maison. Les douze hommes restés au camp du chantier du CP ont été tués, mais 128 autres qui devaient arriver au camp la veille du glissement de terrain n'y sont heureusement pas arrivés - le train qui devait les y amener depuis Morrissey en Colombie-Britannique, n'est pas venu les chercher. Le Spokane Flyer, un train de passagers se dirigeant vers l'ouest à partir de Lethbridge, a été sauvé par le serre-frein du CP Sid Choquette, l'un des deux hommes qui se sont précipités pour avertir le train que la voie avait disparu sous l'éboulis. Choquette a couru deux kilomètres à travers les pierres et la poussière, pour avertir du danger la locomotive qui arrivait. Le CP lui a remis une lettre de félicitations et un chèque de 25 dollars en reconnaissance de son héroïsme.

### Conséquences

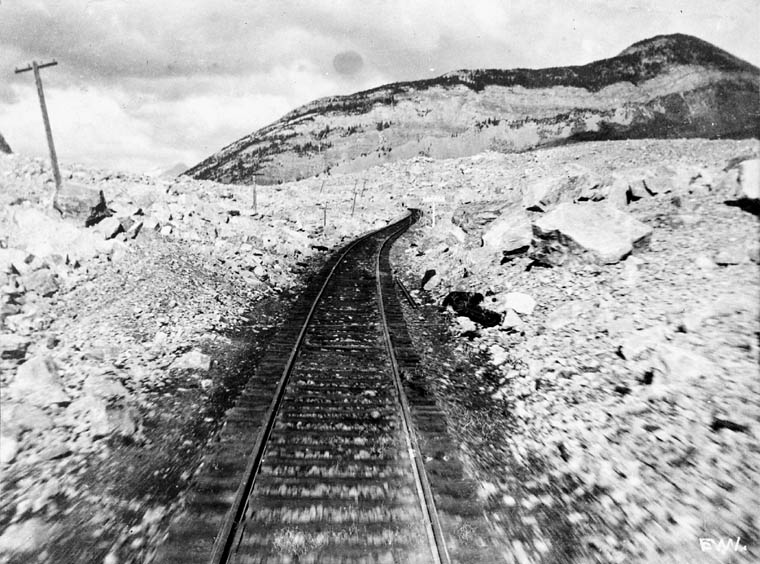
Chemin de fer à travers le talus de débris rocheux en 1906.

Au matin du 30 avril, un train spécial en provenance de Fort Macleod est arrivé amenant des officiers de police et des médecins. Le premier ministre des Territoires du Nord-Ouest Frederick Haultain est arrivé sur le site de la catastrophe le 1er mai, où il a rencontré les ingénieurs qui avaient enquêté sur le sommet du Mont Turtle. Bien que de nouvelles fissures se soient formées au sommet, ils ont estimé que le risque supplémentaire pour la ville était limité ; néanmoins, l'ingénieur en chef du CP a estimé que Frank était en danger imminent à cause d'un autre glissement. Suivant la recommandation de ce dernier, Haultain a ordonné l'évacuation de la ville, et la Commission géologique du Canada (CGC) a dépêché deux de ses meilleurs géologues pour approfondir l'enquête. Ils ont rapporté que le glissement avait créé deux nouveaux sommets sur la montagne et que le sommet nord, qui surplombe la ville, n'était pas en danger imminent d'effondrement. En conséquence, l'ordre d'évacuation a été levé le 10 mai et les citoyens de Frank ont pu rentrer chez eux. La police montée du Nord-Ouest, renforcée par des hommes arrivés de Cranbrook, Fort Macleod et Calgary, a gardé un contrôle serré de la ville et veillé à ce qu'aucun cas de pillage ne se produise pendant que la ville était évacuée.
Le déblaiement de la ligne de chemin de fer du Canadien Pacifique était prioritaire. Environ 2 kilomètres de la ligne principale avaient été enfouis, ainsi qu'une partie d'un embranchement. Le CP nettoie et reconstruit la ligne en trois semaines. Dans l'intention de rouvrir la mine, les travailleurs ont ouvert des passages vers la mine dès le 30 mai. À leur grande surprise, ils ont découvert que l'un des trois chevaux qui travaillaient dans la mine, Charlie, avait survécu pendant plus d'un mois sous terre. La mule avait subsisté en mangeant l'écorce des supports en bois et en buvant dans les mares d'eau. Elle est morte lorsque ses sauveteurs l'ont suralimentée avec de l'avoine et du brandy.
Le calcaire de la zone de débris est utilisé après l'événement pour l'entretien des chemins de fer des Prairies canadiennes. La Winnipeg Fuel and Supply Company exploite des fours à chaux utilisant le calcaire des débris jusqu'en 1923.
Les chiffres de la population de la ville se sont non seulement rétablis, mais ils ont également augmenté. Le recensement de 1906 des Prairies canadiennes a indiqué que la population s'élevait à 1 178 habitants. Une nouvelle étude commandée par le gouvernement du Dominion a déterminé que les fissures dans la montagne continuaient à s'agrandir et que le risque d'un nouveau glissement subsistait. En conséquence, les secteurs de Frank les plus proches de la montagne ont été démolis ou déplacés vers des zones plus sûres.

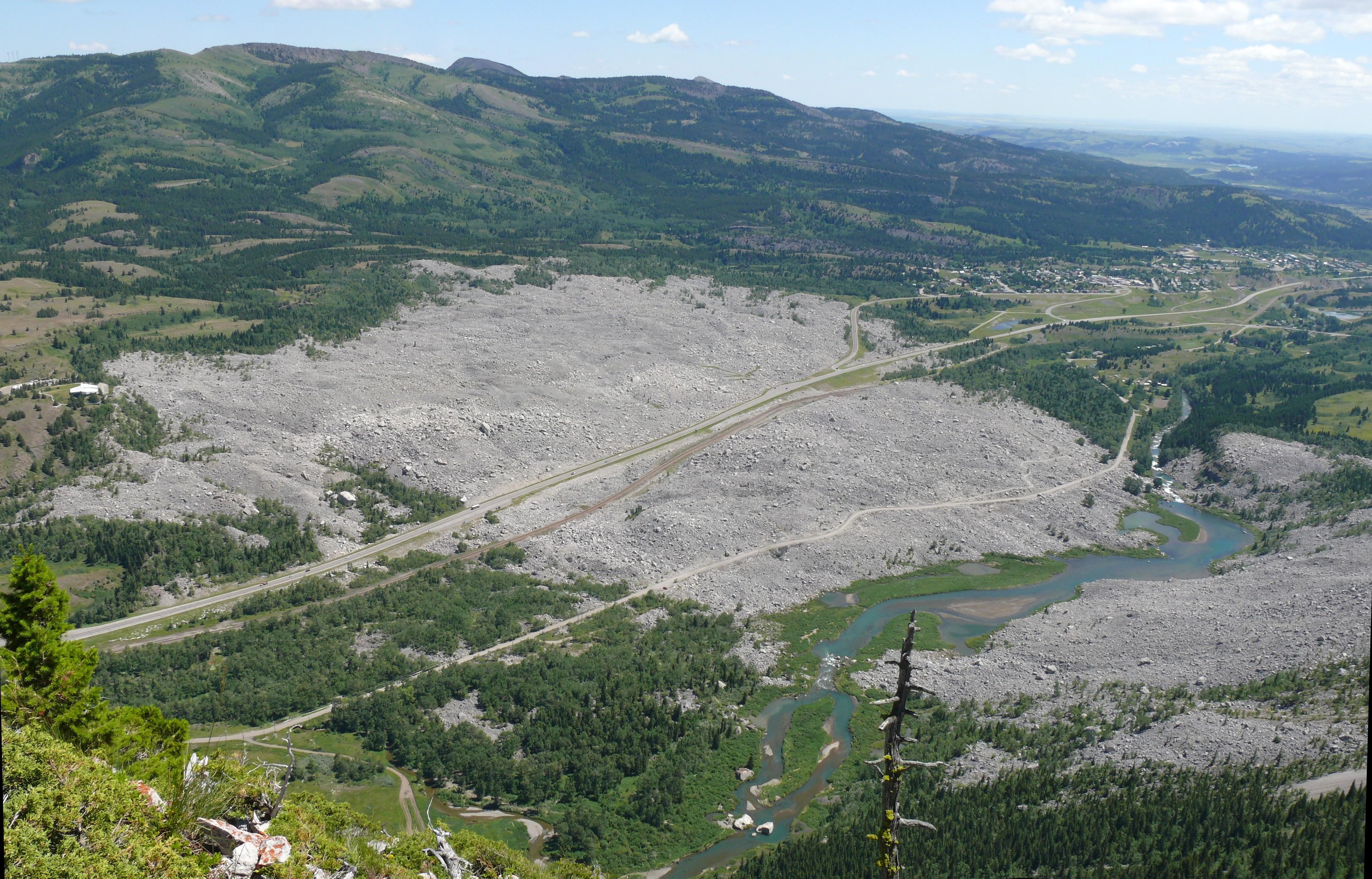
Vue à partir de la crête nord du Mont Turtle. La ville de Frank se trouvait en bas à gauche de l'éboulis. Le lac Frank a été créé par l'éboulement. Bellevue se trouve en haut à droite. Le centre d'interprétation se trouve à gauche (2013).

## Causes

Vue en coupe de l'effondrement ayant eu lieu à Frank (Canada) le 29 avril 1903.

Plusieurs facteurs conduisent à l'éboulement de Frank. Une étude menée par la CGC immédiatement après le glissement conclut que la cause principale était la formation en anticlinal instable de la montagne. Après des années d'érosion, une couche de calcaire reposant sur des matériaux plus tendres donne naissance à une falaise abrupte et instable au sommet. Des fissures avaient entaillé la face orientale de la montagne tandis que des fissures souterraines avaient permis à l'eau d'atteindre le cœur de la montagne. Les mineurs avaient remarqué que la montagne devenait de plus en plus instable au cours des mois précédant le glissement. Ils avaient ressenti de petites secousses, et le directeur avait signalé une « pression généralisée » de la montagne à des profondeurs comprises entre 1 100 et 1 500 mètres. Ils avaient constaté que du charbon se détachait de son filon ; il se serait pratiquement extrait tout seul.

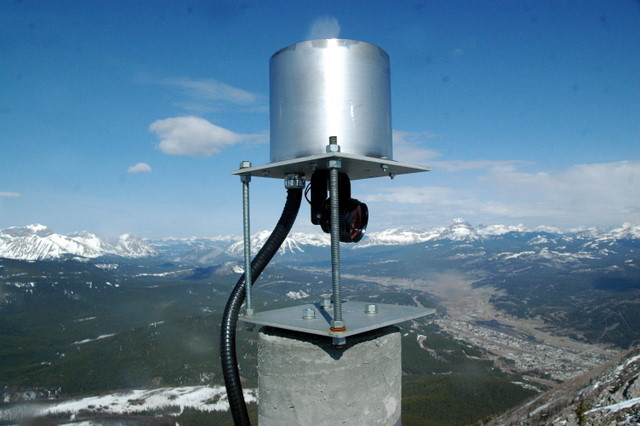
Équipement de surveillance au sommet du mont Turtle.

Un hiver inhabituellement chaud, avec des journées tièdes et des nuits froides, joue également un rôle. L'eau infiltrée gèle et dégèle à plusieurs reprises, affaiblissant encore davantage la structure de la montagne. Les géologues de la CGC concluent que les conditions météorologiques de la nuit de l'éboulement l'ont probablement déclenché. L'équipage du train de marchandises qui est arrivé à Frank peu avant la catastrophe avait déclaré que c'était la nuit la plus froide de l'hiver, avec des températures nocturnes inférieures à −18 °C. Les géologues émettent l'hypothèse que la vague de froid et le gel rapide ont entraîné l'expansion des fissures, provoquant la rupture du calcaire et sa chute de la montagne.
La CGC conclut que les activités minières ont contribué à l'écroulement. Cependant, les propriétaires de l'installation ne sont pas d'accord et leurs ingénieurs affirment que les exploitants de la mine n'auraient aucune responsabilité. Des études ultérieures suggèrent que la montagne avait atteint un « point d'équilibre » ; même une petite déformation comme celle provoquée par la présence d'une mine aurait pu contribuer à déclencher l'écroulement. La mine rouvre rapidement, même si la roche continue à tomber de la montagne. La production de charbon à Frank atteint son pic de production en 1910. La mine est définitivement fermée en 1917 après être devenue non rentable,.
L'effondrement provoque l'apparition d'un deuxième sommet. Le sommet sud s'élève à 2 200 m et le sommet nord à 2 100 m. Les géologues pensent qu'un autre écroulement est inévitable, mais pas imminent. Le sommet sud est considéré comme le plus susceptible s'effondrer. Il produirait probablement un glissement d'environ un sixième de la taille de celui de 1903. La montagne, dont on surveille en permanence les mouvements, a été le sujet de nombreuses études. L'Alberta Geological Survey exploite un système de surveillance de pointe utilisé par les chercheurs du monde entier. Plus de 80 stations de surveillance ont été installées sur la montagne afin de permettre d'alerter rapidement les habitants de la région en cas de nouvel éboulement.
Les géologues débattent encore de la cause de la distance parcourue par les débris du glissement. La théorie du « coussin d'air », une des premières hypothèses, postule qu'une couche d'air était emprisonnée entre la masse rocheuse et la montagne, ce qui aurait favorisé le déplacement de la roche sur une plus grande distance qu'escompté. La «fluidisation acoustique» est une autre théorie, qui suggère que de grandes masses de matériaux créent une énergie sismique qui réduit la friction et fait couler les débris en bas de la montagne comme si c'était un liquide. Les géologues ont créé le terme « avalanche de débris » pour décrire le glissement de Frank.

## Légendes
De nombreuses légendes naissent à la suite de cet éboulement. L'une d'entre elles suggère que toute la ville de Frank aurait été ensevelie, bien qu'une grande partie de la ville ait été épargnée. La croyance qu'une succursale de la Union Bank of Canada ait été enterrée avec pas moins de 500 000 dollars persiste pendant de nombreuses années. La banque, épargnée par la catastrophe, demeure au même endroit jusqu'à sa démolition en 1911, après quoi naît la légende du trésor enfoui. Les équipes construisant une nouvelle route à travers le col en 1924 travaillent sous surveillance policière afin de s'assurer qu'elles ne déterrent pas d'argent.
Plusieurs personnes prétendent faussement être les « seuls survivants » de l'éboulement dans les années qui suivent l'éboulement. D'autres racontent des histoires de survie miraculeuse, dont celle de « Frankie Slide », une petite fille sauvée de l'éboulement. Elle a été retrouvée dans une botte de foin, couchée sur des rochers, sous le toit effondré de sa maison ou dans les bras de sa mère décédée. La légende est principalement basée sur l'histoire de Marion Leitch, qui s'est jetée de sa maison dans un tas de foin lorsque les débris ont enseveli sa maison. Ses sœurs ont également survécu. Elles ont été retrouvées indemnes sous une poutrelle de plafond effondrée. Leurs parents et leurs quatre frères sont morts. Une autre histoire, celle de Gladys Ennis, âgée deux ans lors de l'éboulement et retrouvée dans la boue devant sa maison, marque les esprits. Dernière survivante du glissement de terrain, elle est morte en 1995. Au total, 23 personnes se trouvant sur la route de l'éboulement ont survécu, en plus des 17 travailleurs se trouvant dans la mine sous le mont Turtle. Une ballade d'Ed McCurdy (en) mettant en scène l'histoire de Frankie Slide devient populaire dans certaines régions du Canada dans les années 1950. L'éboulement inspire d'autres chansons, dont How the Mountain Came Down de Stompin' Tom Connors, et plus récemment, Frank, AB de The Rural Alberta Advantage,. L'éboulement de Frank constitue le sujet de plusieurs livres, tant historiques que fictifs.

## Patrimoine

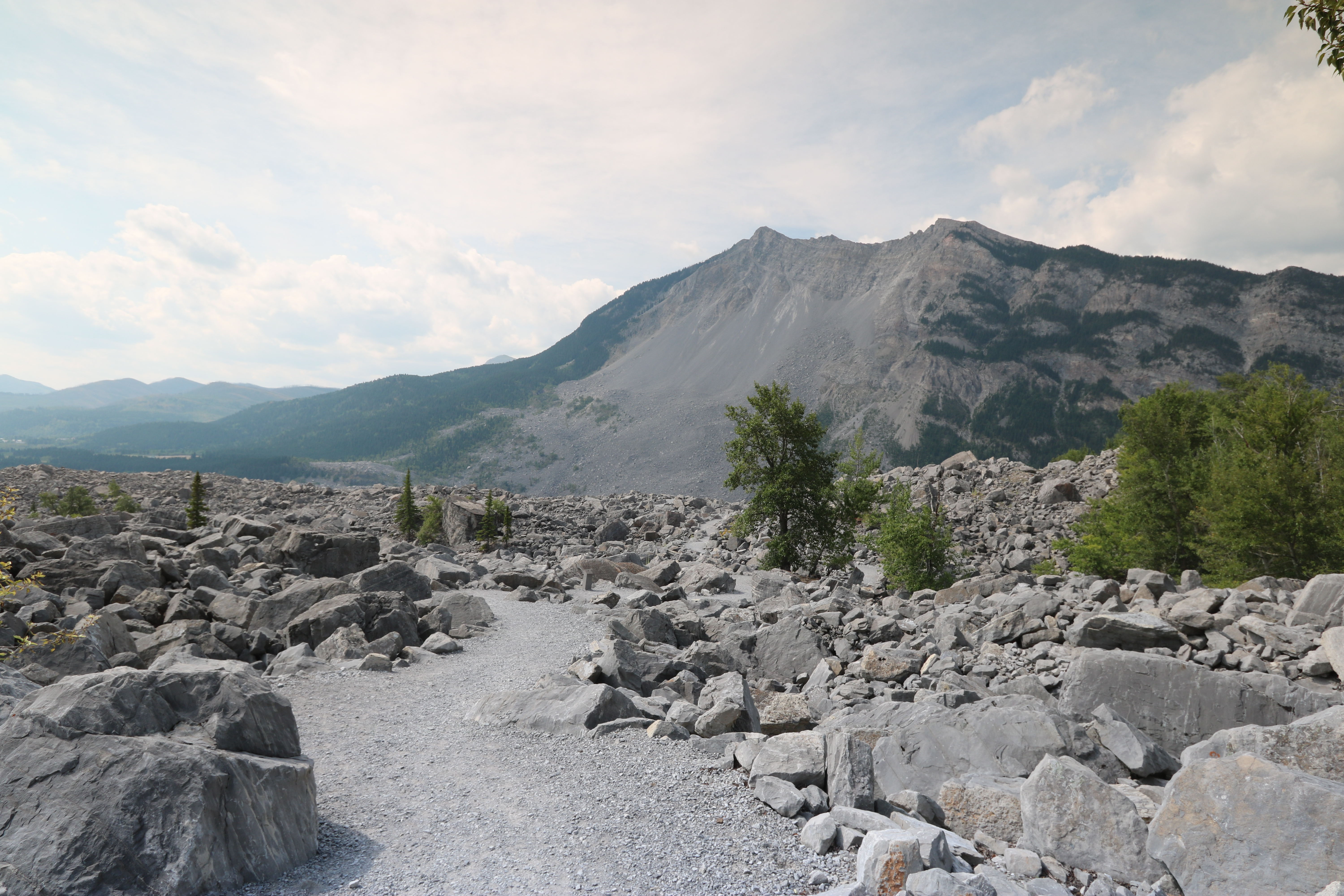
Sentier dans le champ de débris.

Le jour même de la catastrophe, des curieux affluent sur le site du glissement de terrain. Ce dernier demeure une destination touristique populaire, en partie en raison de sa proximité avec la route Crowsnest. La province a construit une halte routière en bord de route en 1941 pour rendre la circulation plus fluide. Les habitants de la ville ont tenté sans succès de faire désigner le site comme lieu historique national en 1958. Il a ensuite été géré comme site historique provincial de l'Alberta. Le 21 septembre 1977, la province désigne une zone de 508 ha comme ressource historique provinciale. En plus du champ de débris rocheux créé par l'éboulement, cette désignation protège l'ancien site de la ville de Frank, une borne d'incendie, et trois fours à chaux construit par la Winnipeg Fuel and Supply Company. Le Frank Slide Interpretive Centre, à portée de vue de la montagne, a été ouvert en 1985. Il est dédié à l'éboulement de Frank et à l'histoire de l'exploitation du charbon dans la région. Bien que Frank se soit démographiquement remis du glissement et ait atteint une population de 1 000 habitants pendant quelques années, la fermeture de la mine en 1911 entraîne un déclin durable de population. La municipalité de Frank est dissoute en 1979, et son territoire est annexé à celui de la municipalité de Crowsnest Pass avec les communautés voisines de Blairmore, Coleman, Bellevue en plus d'une partie de deux districts d'amélioration.